# Dyskografia AC/DC
Dyskografia AC/DC składająca się z albumów, singli, filmów, i innego typu wydawnictw.
Istniejąc od 1973 roku, grupa wydała piętnaście albumów studyjnych z których trzy zostały wydane dodatkowo w dwóch wersjach. Sytuacja się tyczy jednych z pierwszych albumów zespołu: High Voltage, Dirty Deeds Done Dirt Cheap, i Let There Be Rock. Wszystkie zostały wydane zarazem w Australii, jak i na całym świecie, ale się różnią okładkami i listami utworów. Dodatkowo, teoretycznie można określić, że drugi jedynie-australijski album, T.N.T., został również wydany ogólnoświatowo, gdyż większość jego zawartości wypełnia ogólnoświatowe wydanie High Voltage.
Pod względem popularności AC/DC, w dyskografii zespołu największą posiada wydawnictwo z 1980 r., Back in Black, które osiągnęło ogromny sukces w Stanach Zjednoczonych ze sprzedanymi już 22 milionami kopii, co plasuje album wśród pięciu najlepiej sprzedających się albumów w USA, oraz z dodatkowymi 20 milionami kopii sprzedanymi na reszcie świata, co w łącznej sumie 42 mln kopii plasuje album na drugim miejscu pod względem łącznej liczby sprzedanych kopii jakiegokolwiek albumu muzycznego na całym świecie. Inne albumy, które również osiągnęły bardziej znaczący sukces w Stanach Zjednoczonych, to Highway to Hell (wydany w 1979 r., sprzedany w 7 milionach kopii), Dirty Deeds Done Dirt Cheap (1981 r., 6 mln kopii), oraz Who Made Who (1986 r.), The Razor's Edge (1990 r.), i AC/DC Live (1992 r., pod uwagę brane są obie edycje razem) – każde z osobna sprzedane w 5 milionach kopii. Wraz z pozostałymi albumami ogólna liczba kopii sprzedanych w USA wynosi co najmniej 69 milionów, a na całym świecie ponad 200 milionów.

## Albumy

### Studyjne
| Informacje | Certyfikat                                                                |
| --- | ------------------------------------------------------------------------- |
| High Voltage - Australijskie wydanie. - Wydany: 17 lutego 1975 - Pozycje: 7 - Producent: Harry Vanda, George Young - Single: „Baby, Please Don’t Go”                                                                      |                                                                           |
| T.N.T. - Australijskie wydanie. - Wydany: grudzień 1975 - Pozycje: 2, 35 - Producent: Harry Vanda, George Young - Single: „High Voltage,” „It’s a Long Way to the Top (If You Wanna Rock ’n’ Roll),” „T.N.T.”             |                                                                           |
| High Voltage - Ogólnoświatowe wydanie. - Wydany: 14 maja 1976 - Pozycje: 146 (1982 r.) - Producent: Harry Vanda, George Young                                                                                             | Multiplatynowy (3 mln kopii) Srebrny (60 tys.)                            |
| Dirty Deeds Done Dirt Cheap - Australijskie wydanie. - Wydany: 20 września 1976 - Producent: Harry Vanda, George Young - Single: „Jailbreak,” „Dirty Deeds Done Dirt Cheap”                                               |                                                                           |
| Dirty Deeds Done Dirt Cheap - Ogólnoświatowe wydanie. Później wydane w USA. - Wydany: 5 listopada 1976, 27 marca 1981 - Pozycje: 3, 20 - Producent: Harry Vanda, George Young - Single: „Love at First Feel,” „Big Balls” | Multiplatynowy (6 mln.) Srebrny (60 tys.)                                 |
| Let There Be Rock - Australijskie wydanie. - Wydany: 21 marca 1977 - Producent: Harry Vanda, George Young - Single: „Let There Be Rock”                                                                                   |                                                                           |
| Let There Be Rock - Ogólnoświatowe wydanie. - Wydany: 23 czerwca 1977 - Pozycje: 17, 20, 42, 154 - Producent: Harry Vanda, George Young - Single: „Dog Eat Dog,” „Let There Be Rock,” „Whole Lotta Rosie”                 | Multiplatynowy (2 mln.) Srebrny (60 tys.)                                 |
| Powerage - Wydany: 25 maja 1978 - Pozycje: 26, 133 - Producent: Harry Vanda, George Young - Single: „Rock ’n’ Roll Damnation”                                                                                             | Platynowy (1 mln.) Srebrny (60 tys.)                                      |
| Highway to Hell - Wydany: 27 lipca 1979 - Pozycje: 8, 13, 17, 46 - Producent: Robert Lange - Single: „Highway to Hell,” „Girls Got Rhythm,” „Touch Too Much”                                                              | Multiplatynowy (7 mln.) Multiplatynowy (200 tys.) Srebrny (60 tys.) Złoty |
| Back in Black - Wydany: 25 września 1980 - Pozycje: 1, 2, 4, 6, 18, 24 - Producent: Robert Lange - Single: „You Shook Me All Night Long,” „Hells Bells,” „Back in Black,” „Rock and Roll Ain’t Noise Pollution”           | Multidiamentowy (22 mln.) Diamentowy (1 mln.) Złoty (100 tys.) Złoty      |
| For Those About to Rock We Salute You - Wydany: 23 listopada 1981 - Pozycje: 1, 3, 6, 7 - Producent: Robert Lange - Single: „Let’s Get It Up,” „For Those About to Rock (We Salute You),” „Put the Finger on You”         | Multiplatynowy (4 mln.) Złoty (100 tys.)                                  |
| Flick of the Switch - Wydany: 15 sierpnia 1983 - Pozycje: 3, 4, 8, 9, 15 - Producent: AC/DC - Single: „Guns for Hire,” „Nervous Shakedown,” „Flick of the Switch”                                                         | Platynowy (1 mln.) Złoty (100 tys.)                                       |
| Fly on the Wall - Wydany: 28 czerwca 1985 - Pozycje: 1, 7, 19, 22, 24, 32 - Producent: Angus Young, Malcolm Young - Single: „Danger,” „Sink the Pink,” „Shake Your Foundations”                                           | Platynowy (1 mln.) Srebrny (60 tys.)                                      |
| Blow Up Your Video - Wydany: 18 stycznia 1988 - Pozycje: 2, 3, 4, 12, 15 - Producent: Harry Vanda, George Young - Single: „Heatseeker,” „That’s the Way I Wanna Rock & Roll”                                              | Platynowy (1 mln.) Złoty (100 tys.)                                       |
| The Razor's Edge - Wydany: 21 września 1990 - Pozycje: 1, 2, 4, 11 - Producent: Bruce Fairbairn - Single: „Thunderstruck,” „Moneytalks,” „Are You Ready”                                                                  | Multiplatynowy (5 mln.) Multiplatynowy (500 tys.) Złoty (100 tys.)        |
| Ballbreaker - Wydany: 26 września 1995 - Pozycje: 1, 2, 4, 6 - Producent: Rick Rubin, Mike Fraser - Single: „Hard as a Rock,” „Hail Caesar,” „Cover You in Oil”                                                           | Multiplatynowy (2 mln.)                                                   |
| Stiff Upper Lip - Wydany: 28 lutego 2000 - Pozycje: 1, 2, 5, 7 12, 12 - Producent: George Young - Single: „Stiff Upper Lip,” „Safe in New York City,” „Satellite Blues”                                                   | Platynowy (1 mln.) Platynowy (100 tys.)                                   |
| Black Ice - Wydany: 20 października 2008 - Pozycje: 1, 1 - Producent: Brendan O’Brien - Single: „Rock ’n’ Roll Train,” „War Machine”, „Big Jack”, „Anything Goes”                                                         | Platynowy                                                                 |
| Rock or Bust - Wydany: 2 grudnia 2014 - Producent: Brendan O’Brien - Single: „Play Ball”, „Rock or Bust” | Platynowy                                                                 |
| Power Up - Wydany: 13 listopada 2020 - Producent: Brendan O’Brien - Single: „Shot In The Dark”, „Realize” | Platynowy                                                                 |

### Koncertowe
| Informacje | Certyfikat                                                                                          |
| --- | --------------------------------------------------------------------------------------------------- |
| If You Want Blood You’ve Got It - Wydany: 13 października 1978 - Pozycje: 13, 113 - Producent: Harry Vanda, George Young | Platynowy (1 mln.) Złoty (300 tys.)                                                                 |
| AC/DC Live - Dwie edycje zostały wydane: jedno- i dwupłytowa (kolekcjonerska). - Wydany: 27 października 1992 - Pozycje: 1, 3, 5, 7, 15 (1 CD) i 34 (2 CD), 17 - Producent: Bruce Fairbairn - Single: „Highway to Hell,” „Dirty Deeds Done Dirt Cheap” | (1 CD) Multiplatynowy (3 mln.) (2 CD) Multiplatynowy (2 mln.) Złoty (300 tys.) Platynowy (100 tys.) |
| Live at River Plate - Wydany: 19 listopada 2012 | |

### Minialbumy
| Informacje | Certyfikat         |
| --- | ------------------ |
| ’74 Jailbreak - Wydany: 15 października 1984 - Pozycje: 76 - Producent: Harry Vanda, George Young                    | Platynowy (1 mln.) |
| Stiff Upper Lip - Wydany został tylko w Japonii. - Wydany: 27 listopada 2001 - Producent: George Young, Rocky Oldham |                    |

### Soundtracki
| Informacje | Certyfikat                    |
| --- | ----------------------------- |
| Who Made Who - Do filmu Maksymalne przyspieszenie. - Wydany: 24 maja 1986 - Pozycje: 3, 11, 21, 24, 28, 33 - Producent: Harry Vanda, George Young, Robert Lange, Angus Young, Malcolm Young - Single: „Who Made Who” | RIAA: Multiplatynowy (5 mln.) |
| Iron Man 2 - Do filmu Iron Man 2. - Wydany: 19 kwietnia 2010 - Producent: Robert John „Mutt” Lange, George Young, Harry Vanda, Malcolm Young, Angus Young, Bruce Fairbairn, Brendan O’Brien                          | ZPAV: złota płyta.            |

### Kompilacje
| Informacje | Certyfikat         |
| --- | ------------------ |
| Bonfire - Wydany: 11 listopada 1997 - Pozycje: 60, 90 - Producent: George Young, Tony Platt, Robert Lange - Single: „Dirty Eyes” | Platynowy (1 mln.) |

## Single
| Rok  | Tytuł                                                     | Pozycje na zestawieniach | Pozycje na zestawieniach | Pozycje na zestawieniach | Teledysk | Certyfikat              | Album                                    |
| Rok  | Tytuł                                                     | Singles                  | Hot 100                  | MainRT                   | Teledysk | Certyfikat              | Album                                    |
| ---- | --------------------------------------------------------- | ------------------------ | ------------------------ | ------------------------ | -------- | ----------------------- | ---------------------------------------- |
| 1974 | „Can I Sit Next to You Girl”                              | –                        | –                        | –                        | T        |                         |                                          |
| 1975 | „Baby, Please Don't Go”                                   | –                        | –                        | –                        | N        |                         | High Voltage                             |
| 1975 | „High Voltage”                                            | –                        | –                        | –                        | T        |                         | T.N.T.                                   |
| 1975 | „It’s a Long Way to the Top (If You Wanna Rock ’n’ Roll)” | –                        | –                        | –                        | T        |                         | T.N.T.                                   |
| 1976 | „T.N.T.”                                                  | –                        | –                        | –                        | N        |                         | T.N.T.                                   |
| 1976 | „Jailbreak”                                               | –                        | –                        | –                        | T        |                         | Dirty Deeds Done Dirt Cheap              |
| 1977 | „Dirty Deeds Done Dirt Cheap”                             | –                        | –                        | –                        | N        |                         | Dirty Deeds Done Dirt Cheap              |
| 1977 | „Love at First Feel”                                      | –                        | –                        | –                        | N        |                         | Dirty Deeds Done Dirt Cheap              |
| 1977 | „Dog Eat Dog”                                             | –                        | –                        | –                        | T        |                         | Let There Be Rock                        |
| 1977 | „Let There Be Rock”                                       | –                        | –                        | –                        | T        |                         | Let There Be Rock/Let There Be Rock (AU) |
| 1978 | „Whole Lotta Rosie”                                       | –                        | –                        | –                        | N        |                         | Let There Be Rock                        |
| 1978 | „Rock ’n’ Roll Damnation”                                 | 24                       | –                        | –                        | T        |                         | Powerage                                 |
| 1979 | „Highway to Hell”                                         | 56                       | 47                       | –                        | T        | Złoty (500 tys.)        | Highway to Hell                          |
| 1979 | „Girls Got Rhythm”                                        | –                        | –                        | –                        | N        |                         | Highway to Hell                          |
|      |                                                           |                          |                          |                          |          |                         |                                          |
| 1980 | „Touch Too Much”                                          | 29                       | –                        | –                        | T        |                         | Highway to Hell                          |
| 1980 | „You Shook Me All Night Long”                             | 38                       | 35                       | –                        | T        | Złoty (500 tys.)        | Back in Black                            |
| 1980 | „Hells Bells”                                             | –                        | –                        | 50                       | T        | Złoty (500 tys.)        | Back in Black                            |
| 1981 | „Back in Black”                                           | –                        | 37                       | 51                       | T        | Multiplatynowy (2 mln.) | Back in Black                            |
| 1981 | „Big Balls”                                               | –                        | –                        | 4                        | N        |                         | Dirty Deeds Done Dirt Cheap              |
| 1981 | „Rock ’n’ Roll Ain't Noise Pollution”                     | 15                       | –                        | –                        | T        |                         | Back in Black                            |
| 1982 | „Let's Get It Up”                                         | 13                       | 44                       | 9                        | N        |                         | For Those About to Rock We Salute You    |
| 1982 | „For Those About to Rock (We Salute You)”                 | 15                       | –                        | 4                        | N        |                         | For Those About to Rock We Salute You    |
| 1982 | „Put the Finger on You”                                   | –                        | –                        | 38                       | N        |                         | For Those About to Rock We Salute You    |
| 1983 | „Guns for Hire”                                           | 37                       | 84                       | 37                       | T        |                         | Flick of the Switch                      |
| 1983 | „Nervous Shakedown”                                       | 35                       | –                        | –                        | T        |                         | Flick of the Switch                      |
| 1983 | „Flick of the Switch”                                     | –                        | –                        | 26                       | T        |                         | Flick of the Switch                      |
| 1985 | „Danger”                                                  | 48                       | –                        | –                        | N        |                         | Fly on the Wall                          |
| 1985 | „Sink the Pink”                                           | –                        | –                        | –                        | N        |                         | Fly on the Wall                          |
| 1986 | „Shake Your Foundations”                                  | 24                       | –                        | –                        | N        |                         | Fly on the Wall                          |
| 1986 | „Who Made Who”                                            | 16                       | –                        | 23                       | T        |                         | Who Made Who                             |
| 1988 | „Heatseeker”                                              | 12                       | –                        | 20                       | T        |                         | Blow Up Your Video                       |
| 1988 | „That's the Way I Wanna Rock ’n’ Roll”                    | 22                       | –                        | 28                       | T        |                         | Blow Up Your Video                       |
|      |                                                           |                          |                          |                          |          |                         |                                          |
| 1990 | „Thunderstruck”                                           | 13                       | –                        | 5                        | T        | Złoty (500 tys.)        | The Razor's Edge                         |
| 1990 | „Moneytalks”                                              | 36                       | 23                       | 3                        | T        |                         | The Razor's Edge                         |
| 1991 | „Are You Ready”                                           | 34                       | –                        | 16                       | T        |                         | The Razor's Edge                         |
| 1992 | „Highway to Hell”                                         | 14                       | –                        | 29                       | N        |                         | AC/DC Live                               |
| 1993 | „Dirty Deeds Done Dirt Cheap”                             | 68                       | –                        | –                        | N        |                         | AC/DC Live                               |
| 1993 | „Big Gun”                                                 | 23                       | 65                       | 1                        | T        |                         | Bohater ostatniej akcji (Soundtrack)     |
| 1996 | „Hard as a Rock”                                          | 33                       | –                        | 1                        | T        |                         | Ballbreaker                              |
| 1996 | „Hail Caesar”                                             | 56                       | –                        | –                        | T        |                         | Ballbreaker                              |
| 1996 | „Cover You in Oil”                                        | –                        | –                        | 9                        | N        |                         | Ballbreaker                              |
| 1997 | „Dirty Eyes”                                              | –                        | –                        | 6                        | N        |                         | Bonfire                                  |
|      |                                                           |                          |                          |                          |          |                         |                                          |
| 2000 | „Stiff Upper Lip”                                         | –                        | –                        | 1                        | T        |                         | Stiff Upper Lip                          |
| 2000 | „Safe in New York City”                                   | –                        | –                        | 21                       | T        |                         | Stiff Upper Lip                          |
| 2001 | „Satellite Blues”                                         | –                        | –                        | 7                        | T        |                         | Stiff Upper Lip                          |
| 2008 | „Rock 'N Roll Train”                                      | –                        | –                        | 1                        | T        |                         | Black Ice                                |
| 2008 | „War Machine”                                             | –                        | –                        | –                        | N        |                         | Black Ice                                |
| 2008 | „Big Jack”                                                | –                        | –                        | –                        | N        |                         | Black Ice                                |
| 2008 | „Anything Goes”                                           | –                        | –                        | –                        | T        |                         | Black Ice                                |

## Filmy
| Informacje                                                                        | Certyfikat                                       |
| --------------------------------------------------------------------------------- | ------------------------------------------------ |
| Let There Be Rock - Wydany: wrzesień 1980 - Reżyser: Eric Dionysius, Eric Mistler |                                                  |
| Fly on the Wall - Wydany: lipiec 1985 - Reżyser: Brian Ward                       |                                                  |
| Who Made Who - Wydany: 24 maja 1986 - Reżyser: 3 różnych                          | Złoty (50 tys.)                                  |
| Clipped - Wydany: 1991 - Reżyser: David Mallet                                    |                                                  |
| Live at Donington - Wydany: 27 października 1992 - Reżyser: David Mallet          | Multiplatynowy (600 tys.)                        |
| No Bull - Wydany: listopad 1996 - Reżyser: David Mallet                           | Złoty (50 tys.)                                  |
| Stiff Upper Lip Live - Wydany: 4 grudnia 2001 - Reżyser: Nick Morris              | Złoty (50 tys.)                                  |
| The Family Jewels - Wydany: 29 marca 2005 - Reżyser: co najmniej 9 różnych        | Multiplatynowy (1 mln.) Multiplatynowy (40 tys.) |
| Plug Me In - Wydany: 16 października 2007 - Reżyser: co najmniej 11 różnych       | Multiplatynowy (500 tys.)                        |
| Live at River Plate - Wydany: 10 maja 2011 - Reżyser: David Mallet                | Złoty DVD                                        |

## Remasters
W lutym 2003 roku została zapoczątkowana seria cyfrowo zremasterowanych albumów AC/DC, pt. AC/DC Remasters. Reedycja każdej z płyt CD jest remasterowana z oryginalnych taśm nagraniowych i jest pakowana w opakowanie typu Digipak wraz z wkładką opisującą okres w historii zespołu, który reprezentuje dany album. Reedycje uzupełnione są również o ConnecteD Technology pozwalające uzyskać dostęp do ekskluzywnych materiałów grupy, jak utwory, klipy, czy fotografie dostępne przez oficjalną stronę zespołu, acdcrocks.com. Reedycje zostały wydane również na 180 gramowych płytach gramofonowych.
Pomimo tego, że reedycja dyskografii AC/DC w całości miała miejsce na rynku brytyjskim, to na rynku amerykańskim, albumy, które miały już co najmniej 10 lat zostały zremasterowane, np. Ballbreaker doczekał się reedycji w 2005 r., ponieważ został wydany w 1995 r., ale starsze wydawnictwa nie zostały wydane od razu, tylko w trzech grupach. Mimo wszystko, Stiff Upper Lip z 2000 r., zyskało reedycję już w 2007 roku.

### Część 1
18 lutego 2003.
- High Voltage (1976)
- Dirty Deeds Done Dirt Cheap (1976)
- Highway to Hell (1979)
- Back in Black (1980)
- AC/DC Live (1992, obie edycje)

### Część 2
8 kwietnia 2003.
- Let There Be Rock (1977)
- Powerage (1978)
- For Those About to Rock We Salute You (1981)
- Who Made Who (1986)
- The Razor's Edge (1990)

### Część 3
20 maja 2003.
- If You Want Blood You’ve Got It (1978)
- Flick of the Switch (1983)
- ’74 Jailbreak (1984)
- Fly on the Wall (1985)
- Blow Up Your Video (1988)

### Osobne wydania
- Ballbreaker (1995) – 24 stycznia 2005 (Wielka Brytania) / 18 października 2005 (USA)
- Bonfire (1997) – 9 (USA) i 15 (Wielka Brytania) września 2003
- Stiff Upper Lip (2000) – 24 stycznia 2005 (Wielka Brytania) / 17 kwietnia 2007 (USA)

### Ogólne
- Malcolm Dome: AC/DC. Proteus Books, 1982. ISBN 0-86276-011-9. Brak numerów stron w książce
- Richard Bunton: AC/DC: Hell Ain’t No Bad Place to Be. Omnibus Books, 1983. ISBN 0-7119-0082-5. Brak numerów stron w książce
- Tim Holmes: AC/DC (Monsters of Metal). Ballantine, 1986. ISBN 0-345-33239-3. Brak numerów stron w książce
- Martin Huxley: AC/DC: The World’s Heaviest Rock. Lightning Source, Inc., 1996. ISBN 0-312-30220-7. Brak numerów stron w książce
- Paul Stenning: AC/DC: Two Sides to Every Glory. Chrome Dreams, 2005. ISBN 1-84240-308-7. Brak numerów stron w książce

### Pozycje na zestawieniach
- USA i Kanada
  - Albumy
  - Single
- Wielka Brytania
  - Albumy i Single (wyszukiwarka obejmuje tylko 40 czołowych pozycji)

### Certyfikat
- USA
- Wielka Brytania
- Kanada